# Litocalliopsis adesmiae
Litocalliopsis adesmiae är en biart som beskrevs av Roig-alsina och Compagnucci 2003. Litocalliopsis adesmiae ingår i släktet Litocalliopsis och familjen grävbin. Inga underarter finns listade i Catalogue of Life.